# Minuartia stricta
Minuartia stricta — вид трав'янистих рослин родини гвоздичні (Caryophyllaceae). Етимологія: лат. stricta — «стягнутий; жорсткий».

## Опис
Це багаторічні, безволосі, є поодинокими або формують невеликі килимки трави з центральним коренем і стеблами (0.8)3–12 см. Листя супротивне, (2)4–10 × (0.3)0.5–1.5 мм, лінійне, верхівка зелена або фіалкова, в основному округла. Суцвіття 1–3(5)-квіткові, відкриті або ж квіти поодинокі. Квітконіжки 0.3–3 см, голі. Квіти радіально-симетричні з 5 вільними чашолистками й пелюстками. Квіти: чашолистки 1–3 жильні, стають ребристими в плодах, від широко еліптичних до яйцюватих, (1.5)2.5–3.2 мм, 4 мм у плодах, верхівка від зеленої до фіалкової, від гострої до загостреної; пелюстки цільні, білі, від ланцетних до лопатистих, у 2.5–3.5 × 1.0–1.3 мм; тичинок 10. Капсули на ніжці ≈ 0.1–0.2 мм, яйцеподібні, 2.5–3.2 мм. Насіння коричневе або червонясто-руде, трохи стиснуте, 0.4–0.6 мм, гладке або непевно горбисте. 2n = 22, 26, 30 (Європа).
Розмножується насінням; наявне дуже локальне вегетативне розмноження. Відсутні жодні спеціальні пристосування для розсіювання насіння.

## Поширення
Європа (Велика Британія, Фінляндія, Франція, Швейцарія, Ісландія, Норвегія (вкл. Шпіцберген), Швеція, Росія); Азія; Північна Америка (Гренландія, Канада, США).
Населяє вологі, гранітно-гравійні, осокові луки, пустища, альпійські або арктичні тундри.